# Maison, 6 rue du Four (Lamballe)
La maison, 6 rue du Four est un édifice situé à Lamballe, en France.

## Localisation
Cette maison est située sur le territoire de la commune de Lamballe, 6 rue du Four, dans le département  des Côtes-d'Armor, en région Bretagne.

## Historique
La maison est inscrite partiellement (facade et toiture) au titre des monuments historiques par arrêté du 2 décembre 1926.